# Eupithecia dargei
Eupithecia dargei es una especie de polilla de la familia Geometridae. La especie fue descrita por primera vez por Claude Herbulot habiendo sido descrita en 1988, con distribución en Camerún.